# Giral Fruchel
Giral Fruchel fue un maestro mayor de obras francés de origen borgoñón, que trabajó durante el siglo xii. Viajó a España y se puso al servicio de Alfonso VIII, para el que realizaría obras en diversos lugares del Reino de Castilla. Entre sus trabajos más notables se encuentra la encomienda en 1170 para la terminación en concreto de la Basílica de San Vicente de Ávila, la construcción de la catedral de Ávila y de iglesias como la Iglesia de Santa María Magdalena en Zamora. Es considerado el introductor en la península ibérica del gótico de la Isla de Francia.[cita requerida]